# Archichlora rectilineata
Archichlora rectilineata là một loài bướm đêm trong họ Geometridae.